# Siegfried Hasenjäger
Siegfried Hasenjäger (Braunschweig, 19 de fevereiro de 1899 –  Kommern, Mechernich, 28 de outubro de 1970) foi um engenheiro civil alemão.

## Vida
Após o serviço militar na Primeira Guerra Mundial Hasenjäger estudou  engenharia civil na Technische Universität Braunschweig com o diploma em 1922. Até 1926 foi engenheiro estrutural e engenheiro de construção na indústria da construção (concreto armado). Obteve um doutorado em 1935 em Braunschweig (Über das Verhalten des Betons und Eisenbetons im Feuer und die Ausbildung von Dehnungsfugen im Eisenbetonbau). A partir de 1939 foi conselheiro de administração da Prússia para cálculos estáticos (mais tarde Reichsstelle für Baustatik) na Direção Prussiana de Construção e Finanças em Berlim. De 1947 até sua aposentadoria em 1964 foi Diretor de Construção do Governo e Chefe do Departamento de Exames Estatais de Engenharia Estrutural da Renânia do Norte-Vestfália, em Düsseldorf. Trabalhou finalmente como engenheiro de teste para análise estrutural.
A partir de 1940 publicou o trabalho multi-volume Technische Baubestimmungen com Hans Gottsch.

## Publicações
- Standsicherheit von Bauten Bestimmungen für die statische Prüfung genehmigungspflichtiger Bauvorhaben mit einem Verzeichnis der Prüfämter und Prüfingenieure für Baustatik sowie der Prüfungsgebühren für das Bundesgebiet einschließlich Berlin, Düsseldorf: Werner 1960
- com Hanns Frommhold: DIN Wohnungsbaunormen, Düsseldorf: Werner 1950 und öfter (die 28. Auflage erschien beim Bundesanzeiger Köln 2017)